# Unterrieden (Oberrieden)

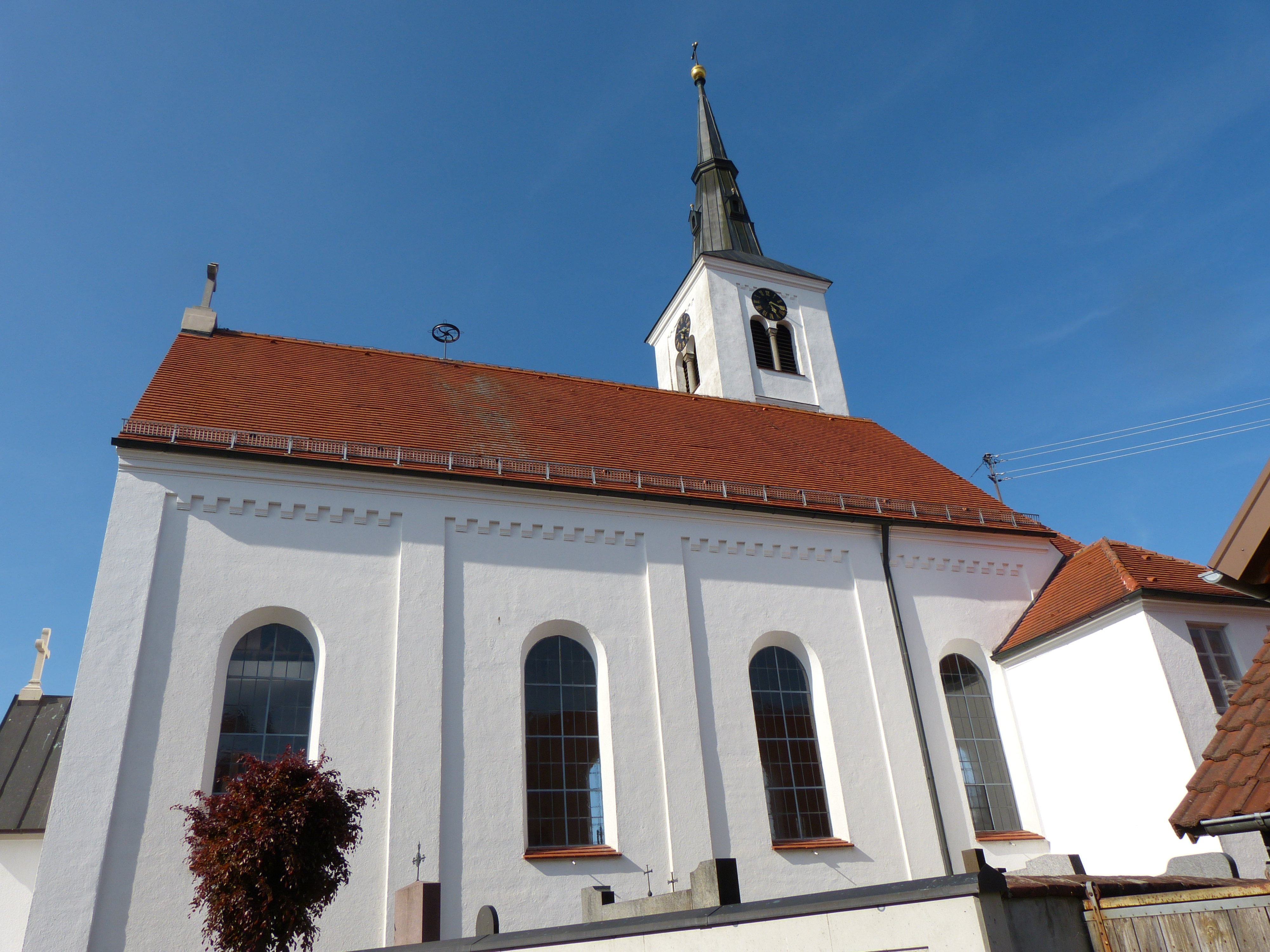
Pfarrkirche Unterrieden

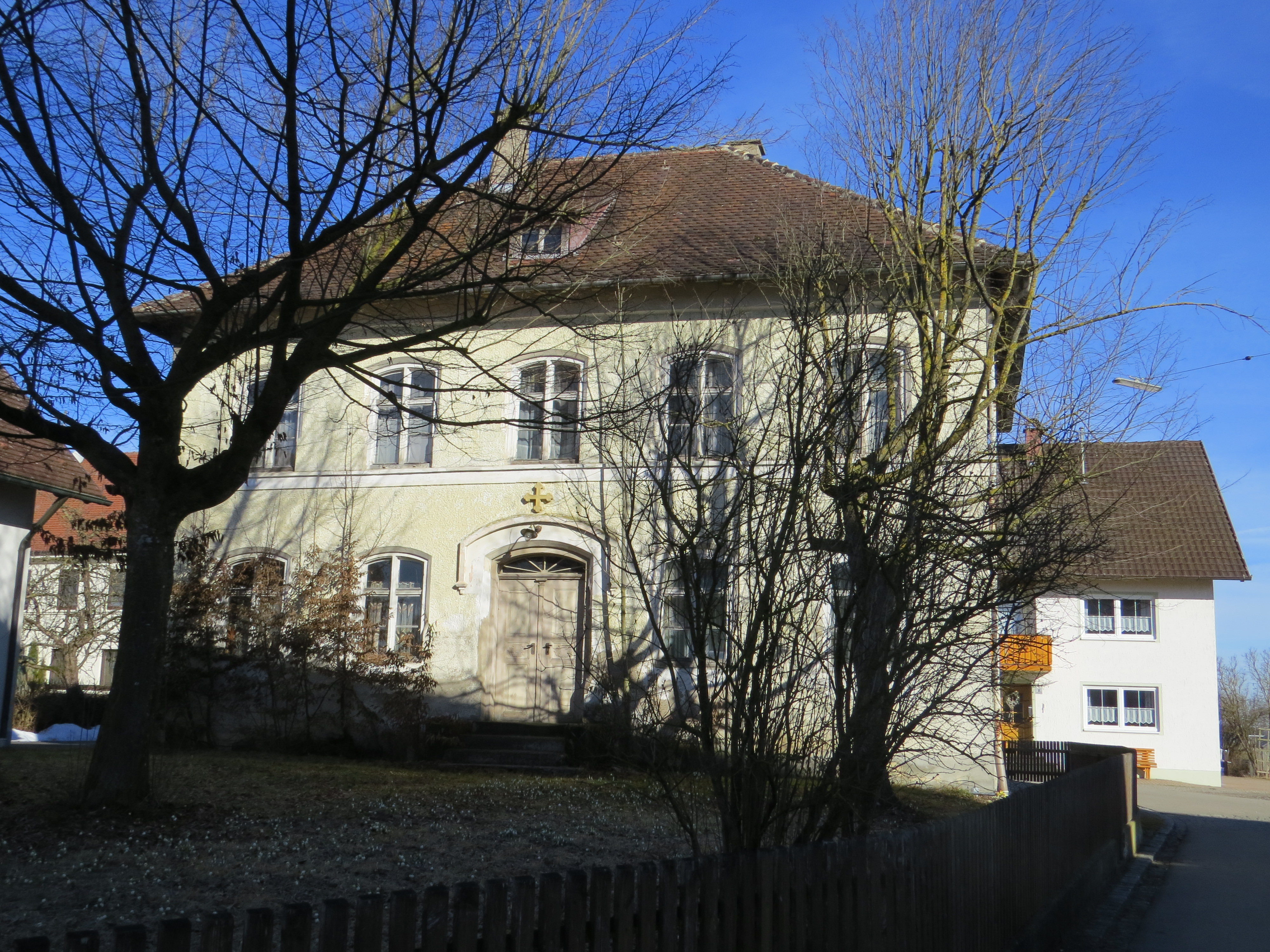
Pfarrhaus, erbaut um 1860

Unterrieden ist ein Ortsteil der Gemeinde Oberrieden (Schwaben) im Landkreis Unterallgäu im Freistaat Bayern.

## Geographie
Das Pfarrdorf Unterrieden liegt etwa drei Kilometer nördlich vom Hauptort Oberrieden und zwei Kilometer westlich von Pfaffenhausen. Der Ortsteil ist durch die Hauptstraße/Unterried an den Hauptort angebunden. Durch die Fluren von Unterrieden fließt die Kammel, die 1967 und 1969 im Gemeindebereich reguliert wurde.

## Geschichte
Erstmals erwähnt wurde Unterrieden, das auch häufig Niederrieden genannt wurde, 1167 in der Isingrim'schen Reliquienschenkung. Der damals zum welfischen Besitz gehörende Ort wurde der Schlossherrschaft Mindelberg zugeteilt. 1284 wurde die Mühle zu Unterrieden von Heinrich von Mindelberg an das Augustinerkloster Mindelheim verkauft. Kirchlich gehörte der Ort zur Pfarrei Pfaffenhausen. Dadurch war er geschichtlich eng mit Pfaffenhausen verbunden. Während es Anfang des 20. Jahrhunderts noch 65 landwirtschaftliche Betriebe in Unterrieden gab, halbierte sich die Zahl bis 1987. In der frühen Neuzeit hatte Unterrieden zwei Mühlen, zwei Gastwirte, je einen Wagner, Schmied, Schreiner, Sattler, Spengler und Metzger. Diese mussten im Laufe der Zeit schließen, so dass sich in Unterrieden im ausgehenden 20. Jahrhundert nur noch ein Sägewerk halten konnte.
Am 1. Mai 1978 wurde Unterrieden, zu dem keine weiteren Ortsteile gehörten, in die Nachbargemeinde Oberrieden eingegliedert.

## Sehenswürdigkeiten
In Unterrieden gibt es zwei in die Denkmalliste eingetragene Objekte:
- Kath. Pfarrkirche Heilige Sieben Brüder, Turm und Chor im Kern spätgotisch, ansonsten neuromanischer Bau von 1882–1884.
- Pfarrhaus, zweigeschossiger Walmdachbau, um 1860.

Sehenswert sind ferner die Marienstatue von 1866 in der Dorfmitte und die 1891 südlich des Dorfes errichtete Lourdesgrotte. 
Siehe: Liste der Baudenkmäler in Unterrieden.

## Bildung
1938 wurde in der Gemeinde ein Schulhaus erbaut, zu dem eine Scheune, ein Stall und ein Schuppen gehörten. Das Schulhaus, das damals nur aus einem Schulsaal bestand, wurde 1949 renoviert und um einen weiteren Schulsaal erweitert. Unterrieden gehört heute dem Schulverband Pfaffenhausen an.